# 林玟誼
林玟誼（英語：Grace Lin，1988年4月19日—），台灣女藝人，最初於拍攝臺北榮民總醫院器官捐贈影片時擔任女主角，被當時的經紀公司相中而出道；2012年首次擔任主持，為《青春好7淘》的初代主持人，暱稱「大北鼻」；2016年於《甘味人生》中飾演「顏巧苓」；2020年憑《苦力》張秋月一角首度入圍金鐘獎「戲劇節目女主角獎」。

## 電視劇
| 年 份  | 頻 道            | 劇 名               | 角 色        |
| 2011年 | 壹電視           | 《真的漢子》        | 阿儀         |
| 2011年 | 三立台灣台       | 《愛。回來》        | 江思潔       |
| 2012年 | 公視             | 《結婚，不結婚》    | 鄭雅芸       |
| 2012年 | 台視             | 《東門四少》        | 朱少寶       |
| 2012年 | 公視             | 《台北八個人》      | 徐婉婷       |
| 2012年 | 公視             | 《你是春風我是雨》  | 茱麗         |
| 2013年 | 壹電視           | 《結婚好嗎？》      | 小珊         |
| 2013年 | 三立都會台       | 《我的自由年代》    | 張婷婷       |
| 2014年 | 三立台灣台       | 《世間情》          | 程雅欣李雅欣 |
| 2015年 | 中視             | 《C.S.I.C鑑識英雄》 | 安喜         |
| 2015年 | 三立台灣台       | 《思慕的人》        | 廖阿雀       |
| 2016年 | 三立台灣台       | 《紫色大稻埕》      | 王彩雲       |
| 2016年 | 三立台灣台       | 《甘味人生》        | 顏巧苓       |
| 2017年 | 華視             | 《春風愛河邊》      | 張荷珠       |
| 2019年 | 大愛電視台       | 《雨過天青》        | 林鳳朝       |
| 2019年 | 公視             | 《苦力》            | 張秋月       |
| 2019年 | 三立台灣台       | 《炮仔聲》          | 吳家琇       |
| 2020年 | 大愛電視台       | 《歲歲年年》        | 蕭婷之       |
| 2021年 | 東森綜合台       | 《神之鄉》          | 林一德       |
| 2021年 | 衛視中文台       | 《如果花知道》      | 丁佳琳丁佳媛 |
| 2022年 | 三立台灣台       | 《一家團圓》        | 賓客(客串)   |
| 2022年 | 大愛電視台       | 《你好，我是誰？》  | 邱語竹       |
| 2023年 | 華視             | 《欺妻49天》        | 劉萱萱       |
| 2023年 | 大愛電視台       | 《早點回家》        | 珍妮         |
| 2023年 | 華視、東森超視   | 《阿叔》            | 王怡雯       |
| 2023年 | 東森戲劇台       | 《生命捕手》        | 林曉琪       |
| 2024年 | 東森戲劇台       | 《生命捕手2》       | 林曉琪       |
| 2024年 | 大愛電視台       | 《你好，我是誰2》   | 王筱筑       |
| 2024年 | 華視、東森超視   | 《阿榮與阿玉》      | 陳瞬美       |
| 2026年 | 民視、公視台語台 | 《阿松與阿暖》      |              |

## 電影
| 年 份  | 片 名                  | 角 色  | 導 演  |
| 2012年 | 《LOVE 》              | 護士   | 鈕承澤 |
| 2012年 | 《明仁街正義殺人事件》 |        | 張桓瑋 |
| 2012年 | 《BBS鄉民的正義》      | 白文慧 | 林世勇 |
| 2013年 | 《我叫侯美麗》         | 李亦玲 | 朱峰   |
| 2014年 | 《大稻埕》             | 萬珍   | 葉天倫 |
| 2015年 | 《風中家族》           | 明莉   | 王童   |
| 2017年 | 《大釣哥》             | 小辣椒 | 黃朝亮 |

### 微電影
- 2011年《打勾勾》飾演 李框如

## 主持作品
| 年 份  | 頻 道      | 節 目         | 性 質          | 暱 稱  |
| 2012年 | 三立台灣台 | 《青春好7淘》 | 主持人（初代） | 大北鼻 |

## 廣告
- Kourin飾品
- 麥當勞廣告－冰旋風

## 獎項紀錄
| 年份   | 頒獎典禮     | 獎項             | 影片     | 角色   | 結果 |
| ------ | ------------ | ---------------- | -------- | ------ | ---- |
| 2020年 | 第55屆金鐘獎 | 戲劇節目女主角獎 | 《苦力》 | 張秋月 | 提名 |

## 外部連結
- 林玟誼的Facebook專頁
- 林玟誼的Instagram帳戶
- 林玟誼台灣微博的新浪微博
- 林玟誼在互联网电影资料库（IMDb）上的資料（英文）
- 林玟誼在香港影庫上的簡介
- 林玟誼在台灣電影網上的資料（繁體中文）